# 新兴乡 (通榆县)
新兴乡，是中华人民共和国吉林省白城市通榆县下辖的一个乡镇级行政单位。

## 行政区划
新兴乡下辖以下地区：
新兴村、东太村、新茂村、宏源村、西太村和东兴村。